# Casa de mi padre
Casa de Mi Padre é um filme do gênero comédia de língua espanhola escrito por Andrew Steele, com a direção por Matt Piedmont. Foi estrelado por Will Ferrell, Gael García Bernal, Diego Luna, Génesis Rodríguez, Pedro Armendáriz Jr., Nick Offerman entre outros. O tema do filme retrata a história de Armando Álvarez que quer salvar o rancho do seu pai de um traficante poderoso. O filme foi lançado em 16 de Março de 2012.
A trilha sonora do filme é composta por vários cantores, entre eles Christina Aguilera, cantando a faixa título, além de John Nau, Andrew Feltenstein e Génesis Rodríguez. O filme arrecadou mais de 8,041,667 milhões dólares em todo o mundo até Maio de 2012.

## Sinopse
Armando Álvarez (Will Ferrell) viveu e trabalhou no rancho de seu pai no México, sua vida inteira. Como a fazenda enfrenta dificuldades financeiras, o irmão de Armando, Raúl (Diego Luna), retorna com sua noiva Sonia (Genesis Rodriguez), para ajudar nos problemas do rancho. Armando se apaixona por Sonia, e os negócios de Raúl com o temido chefe do tráfico Mexicano, Onza (Gael García Bernal), entram em crise.

## Elenco
- Will Ferrell como Armando Álvarez, herdeiro de um rancho mexicano.[8]
- Gael García Bernal como Onza, um traficante de drogas mexicano.[8]
- Diego Luna com Raúl Álvarez, irmão mais novo de Armando.[8]
- Génesis Rodríguez como Sonia, noiva de Raúl.[8]
- Pedro Armendáriz Jr. como Sr. Álvarez, o pai de Armando e Raúl.[9]
- Nick Offerman como um agente.[10]
- Efren Ramirez como Esteban.[10]
- Adrian Martinez como Manuel.[9]

## Produção
Em agosto de 2010, Emilio Diez Barroso e Darlene Caamano Loquet da NALA Films anunciaram que estavam se unindo com Will Ferrell, Adam McKay, Kevin Messick e Jessica Elbaum da Gary Sanchez Productions para produzir uma comédia de língua espanhola, Casa de Mi Padre, com Will Ferrell. NALA Films financiou todo o projeto, que começou a ser filmado em Setembro de 2010, na Califórnia. A produtora Darlene Caamano Loque declarou: "Nós estamos muito felizes que ele [Ferrell] está a nossa produção, e que estão trabalhando a todo o vapor, mesmo que tenhamos um mês para ensina-los a língua espanhola".
Em Outubro de 2010, foi anunciado que Gael García Bernal e Diego Luna haviam se juntado ao elenco, juntamente com Génesis Rodríguez, Pedro Armendáriz Jr., Hector Jimenez e Adrian Martinez. Em Janeiro de 2011, uma sinopse do enredo foi lançado juntamente com um novo título chamado "Untitled Spanish Comedy". No entanto, em Abril de 2011, um trailer do filme foi lançado com o nome de Casa de Mi Padre.
O filme foi filmado durante 24 dias com um orçamento de cerca de US$ 6 milhões.

## Lançamento
Em Novembro de 2011, a Pantelion Films junto com Lions Gate Entertainment e a Televisa adiquiriram os direitos para distribuir o filme nos Estados Unidos, e foi definida a data de lançamento para 16 de Março de 2012, uma joint venture entre a Lions Gate Entertainment e Televisa, adquiriu os direitos para distribuir o filme nos Estados Unidos e definir uma data de lançamento de 16 de março de 2012.

## Recepção

### Recepção da crítica
Casa de Mi Padre recebeu críticas mistas dos críticos de cinema. O Metacritic atribuiu ao filme uma pontuação média de 52/100 com base em 31 opiniões de críticos de cinema. A Rotten Tomatoes lhe deu uma aprovação de 44%, com uma classificação média de 5.4/10, com base em 71 avaliações sobre o filme e disse: "Pouca escrita, e não é tão engraçado quanto ele precisa ser, Casa de Mi Padre teria funcionado melhor como um curta-metragem."
Claudia Puig da USA Today declarou que: "Esse filme é engraçado, e faz paródias de novelas melodramáticas e faroestes mexicanos". Owen Gleiberman da Entertainment Weekly elogiou o desempenho de Will Ferrell, escrevendo: "Ferrell é um bom ator, e faz com que outros comediantes se inspire nele, ele compromete-se a cada momento com o filme, é fiel a sua deliciosa atuação."

### Bilheteria
Casa de Mi Padre estreou nos cinemas em 16 de Março de 2012 e apesar de ser lançado em apenas 382 localidades, o filme estreou em nono lugar em sua semana de estréia, arrecadando mais de 2,2 milhões dólares, uma média de 5.759 dólares por localidade. De acordo com os cinemas de onde foram consultados, 51% do público era do sexo masculino e 68% hispânicos. Em 17 de maio de 2012, Casa de Mi Padre arrecadou 8,041,667 dólares.

## Trilha sonora
A trilha sonora original do filme foi composta por Andrew Feltenstein e John Nau. A cantora norte-americana Christina Aguilera canta a faixa título do filme, "Casa de Mi Padre".
A trilha sonora do filme é composta por 20 faixas e inclui canções interpretadas por Will Ferrell, "Fight for Love" com Génesis Rodríguez e "Yo No Se" com Efren Ramirez e Adrian Martinez, que foram destaque no filme. A trilha sonora foi projetada e mixada por Dana Nielsen.
| Edição padrão |                            |                                                                  |         |  |
| N.º           | Título                     | Cantada por                                                      | Duração |  |
| 1.            | "Casa de mi padre"         | Christina Aguilera                                               | 2:51    |  |
| 2.            | "Raul Drugs"               | Andrew Feltenstein & John Nau                                    | 1:10    |  |
| 3.            | "Whiter Shade"             | El Puma                                                          | 3:27    |  |
| 4.            | "Fuzzorama"                | Andrew Feltenstein & John Nau                                    | 2:06    |  |
| 5.            | "Wedding Massacre"         | Andrew Feltenstein & John Nau                                    | 2:22    |  |
| 6.            | "Ask for Marry Permission" | Andrew Feltenstein & John Nau                                    | 1:54    |  |
| 7.            | "Hermano"                  | Tom Farrell                                                      | 1:45    |  |
| 8.            | "Lala"                     | Kara Nau & John Nau                                              | 0:39    |  |
| 9.            | "Fight for Love"           | Will Ferrell & Genesis Rodriguez                                 | 2:57    |  |
| 10.           | "Yo no se"                 | Will Ferrell, Efren Ramirez & Adrian Martinez feat. Mitch Manker | 2:53    |  |
| 11.           | "Car Burn"                 | Mayan Ghost Choir                                                | 2:27    |  |
| 12.           | "Trip Out"                 | !Hebrochachos!                                                   | 1:47    |  |
| 13.           | "Sonia Pool"               | Andrew Feltenstein & John Nau                                    | 2:31    |  |
| 14.           | "Luv Butts"                | Andrew Feltenstein & John Nau feat. Mitch Manker                 | 1:31    |  |
| 15.           | "Staredown"                | Andrew Feltenstein & John Nau                                    | 0:18    |  |
| 16.           | "Dad Dies"                 | Andrew Feltenstein & John Nau                                    | 3:23    |  |
| 17.           | "Shellshock"               | The Bromigos                                                     | 0:32    |  |
| 18.           | "Chubby Duckling"          | Andrew Feltenstein & John Nau feat. The Professor                | 0:47    |  |
| 19.           | "Del cielo"                | Cecilia Noel                                                     | 2:59    |  |
| 20.           | "Raul Dies"                | Mayan Ghost Choir                                                | 2:38    |  |